# Magnus Hansson
Magnus Hansson, född 1652, död 1 januari 1728, var en svensk borgmästare och riksdagsledamot.

## Biografi
Magnus Hansson föddes 1652. Han var borgmästare i Örebro stad och var riksdagsledamot för borgarståndet i Örebro vid riksdagen 1713–1714 och riksdagen 1719.